# Amália dos Passos Figueiroa
Amália dos Passos Figueiroa (Porto Alegre, 31 d'agost de 1845 - Porto Alegre, 24 de setembre de 1878) va ser una poeta i periodista brasilera del segle xix.

## Biografia

### Família i joventut
Era filla del periodista portuguès Manuel dos Passos Figueiroa i de la gaúcha Ana Cândida da Rocha. Amália va quedar òrfena de pare als quatre anys d'edat. La mort del pare, que ja tenia setanta anys quan la filla va néixer, va deixar marques de tristesa en ella, que es va fer una adolescent deprimida i malenconiosa. La seva família era amant de les lletres i, gràcies a la seva delicadesa i sensibilitat, encara jove va començar a escriure poesia lírica.
Amália era germana de la també escriptora Revocata dos Passos Figueiroa de Melo i tia materna de les intel·lectuals Julieta de Melo Monteiro i Revocata Heloísa de Melo.

### Viatge a Rio de Janeiro
Als vint-i-quatre anys, Amália Figueiroa va sortir de Porto Alegre per primera vegada, viatjant cap a Rio de Janeiro acompanyada pel seu germà, José, enginyer i professor de l'Escola Politècnica de la ciutat.
En la Cort Imperial, Amália va tenir l'oportunitat de conviure amb més intel·lectuals brasilers, dels quals alguns coneixien el seu treball per la premsa gaúcha. Encoratjada per ells, va publicar les seves poesies en el diari literari A Luz. Però, acabat el treball del germà, Amália va haver de tornar a la seva ciutat natal. L'experiència a Rio va fer-la sentir feliç, no obstant això la seva tristesa van retornar, amb records del passat.

### Compromís i elPartenon Literário
Un dia, en un esdeveniment literari en casa d'uns amics, Amália va conèixer el poeta i orfebre Carlos Augusto Ferreira, per qui es va enamorar profundament, fent-ho el centre de la seva vida. Pocs mesos després, la parella es va prometre. Ella va passar llavors a sentir una gran inspiració poètica, ja que per primer cop va conèixer la força de l'amor que cantava en els seus poemes. Va ser durant aquesta època d'alegria i romanç que Amália Figueiroa es va fer integrant de la Sociedade Partenon Literário, publicant les seves poesies en la revista de la Societat i en els diaris porto-alegrenses, les quals van rebre l'aclamació de la crítica i pel públic.
La poeta no es va limitar a escriure poemes d'amor: vivint de prop la mobilització militar durant la Guerra de la Triple Aliança (1864-1870), va sentir que formava part d'una pàtria que lluitava per la seva sobirania. A més d'això, va prendre consciència de les injustícies imposades als esclaus negres, sumant-se a la campanya per l'abolicionisme del Partenon i va lluitar pels drets de les dones, juntament amb Luciana de Abreu. L'any de 1872, Amália va publicar el llibre de poemes Crepúsculos, amb prefaci del seu mestre Apolinário Porto-Alegre.

### Mort
El futur d'Amália semblava molt feliç, fins al dia en que l'emperador Pere II va visitar Porto Alegre. Una presentació artística va ser preparada per a l'emperador i la seva esposa, Donya Teresa Cristina, en el Theatro São Pedro. Després de la peça de teatre, es va seguir amb un recital de poesies i Carlos Ferreira, promès d'Amália, va pujar a l'escenari per a declamar un poema en homenatge a la parella imperial. Admirat amb el talent del jove, el monarca el va voler conèixer personalment i li va proposar un viatge d'estudis a la capital, pagada per la Corona. Ferreira va acceptar ràpidament la invitació, desistint del seu compromís nupcial amb Amália.
L'abandó de Carlos Ferreira va ser el segon xoc en la vida de Amália, després de la mort de son pare. La poeta llavors va perdre l'esperança de retrobar la felicitat i va afeblir-se física i emocionalment, fins a arribar a un estat d'alienació mental. Va morir jove, als trenta tres anys, víctima de tuberculosi.
L'any 1882, dos anys després de la seva mort, van ser escollits dos poemes d'Amália Figueiroa, Duas Estrelas i Luz, per a integrar la col·lecció Almanaque de Sehoras, editat en Lisboa, Portugal, revista on col·laboraren les seves germanes.

## Homenatges
- Amália Figueiroa va esdevenir el nom d'un carrer de Porto Alegre, en el barri de Partenon.[7]
- Va ser nomenada patrona de la cadira número 6 de l'Acadèmia Literària Femenina de Rio Grande do Sul.[9]